# Kronos
Kronos (stgr. Κρόνος krónos, łac. Saturnus) – w mitologii greckiej bóg rolnictwa, jeden z tytanów i najmłodszy syn Uranosa i Gai.
Kronos uchodził za syna Uranosa i Gai. Czasem mylony z Chronosem. W obronie swych sióstr i braci pozbawił ojca władzy nad światem. Ten przeklął go, zapowiadając że i jego strąci z piedestału własne dziecko. Jego żoną była jedna z tytanid Reja. Z ich związku urodziło się sześcioro dzieci (Demeter, Hestia, Hera, Hades, Posejdon i Zeus), ale ponieważ przepowiedziano mu, że najmłodsze z dzieci pozbawi go władzy, połykał je zaraz po urodzeniu. Rei udało się uratować najmłodszego, Zeusa, podając Kronosowi kamień owinięty w pieluszki dla dzieci (omfalos). Zeus został ukryty w grocie na Krecie. Reja zwołała nimfy, aby grały i dźwięczały dzwoneczkami, by zagłuszyć płacz dziecka. Gdy Zeus dorósł, zmierzył się z ojcem – środek wymiotny spowodował, że Kronos zwrócił połknięte wcześniej dzieci. Zeus wraz ze swym rodzeństwem postanowili ukarać ojca – w wyniku wojny tytanów Kronos został pokonany i strącony do Tartaru. Po umocnieniu władzy na Ziemi Zeus uwolnił ojca i oddał mu we władanie Pola Elizejskie. Planeta przeznaczona Kronosowi to Saturn.
Świątynia Kronosa znajdowała się w Atenach. W Olimpii miał poświęcone wzgórze, a na Krecie składano mu ofiary z dzieci.
Współcześnie uważa się, iż Hezjod, pisząc Theogonię, korzystał z orientalnych źródeł lub opisywał poglądy zapożyczone przez Greków. Są liczne analogie m.in. z mitami anatolijskimi – Kronos połyka kamień, Kumarbi ma połykać kawałek bazaltu. Na końcu wygrywa w obydwu przypadkach bóg burzy.

## W kulturze
W amerykańskim serialu sf Gwiezdne wrota, Kronosem nazwano jednego z Goa’uld, kosmitów, którzy w starożytności podszywali się pod ziemskie bóstwa, a współcześnie są do Ziemian wrogo nastawieni.
Pojawił się także w cyklu Percy Jackson i bogowie olimpijscy.